# Cima di Camadra
La Cima di Camadra (3.172 m s.l.m.) è una montagna delle alpi dell'Adula nelle Alpi Lepontine.

## Descrizione
Si trova in Svizzera lungo la linea di confine tra il Canton Ticino ed il Canton Grigioni, collocata poco ad occidente rispetto al Piz Medel. Si può salire sulla vetta partendo da Blenio e percorrendo tutta la Val Camadra.